# رولف هارتونغ
رولف هارتونغ (بالألمانية: Rolf Hartung)‏ هو مجدف ألماني، ولد في 20 يوليو 1947 في هاناو في ألمانيا.

## وصلات خارجية
- رولف هارتونغ على موقع الاتحاد الدولي للتجديف (الإنجليزية)
- رولف هارتونغ على موقع اللجنة الأولمبية الدولية (الإنجليزية)
- رولف هارتونغ على موقع أوليمبيديا (الإنجليزية)